# Katia Elliott
Katia Valentina Elliott, under en period Elliott Bendz, född 23 april 1970 i Santiago de Chile i Chile, är en svensk journalist. Katia Elliott blev känd för tv-publiken som programledare för Go'kväll år 2002. Sedan januari 2022 är hon programledare för Aktuellt. 
Elliott är utbildad tandläkare med examen från Karolinska Institutet. Hon har även studerat journalistik vid Stockholms universitet.